# Inhibidor de la transcriptasa inversa
Els inhibidors de la transcriptasa inversa (ITI) són una classe de fàrmacs antiretrovirals es fa servir per tractar la infecció pel VIH i sida, i en alguns casos d'hepatitis B. Els ITI inhibeixen l'activitat de la transcriptasa inversa, una polimerasa d'ADN viral que cal per a la replicació del VIH i altres retrovirus.

## Tipus
Els ITI es presenten en tres formes:
- Inhibidors de la transcriptasa inversa anàlegs dels nucleòsids (ITIAN).
- Inhibidors de la transcriptasa inversa anàlegs dels nucleòtids (ITIAN, a vegades diferenciat com ITIANt).
- Inhibidors de la transcriptasa inversa no nucleòsids (ITINN).

### Inhibidors de la transcriptasa anàlegs dels nucleòsids/nucleòtids
Coneguts per la seva abreviatura ITIAN. Fàrmacs comercialitzats al mercat espanyol:
Inhibidors de la transcriptasa anàlegs dels nucleòsids
- Emtricitabina (FTC) (Emtriva), anàleg de la citidina
- Lamivudina (3TC) (EFG, Epivir, Zeffix), anàleg de la citidina
- Abacavir (ABC) (EFG, Ziagen), anàleg de la guanosina
- Zidovudina (AZT) (EFG, Retrovir), anàleg de la timidina
- Entecavir (EFG, Baraclude), per l'hepatitis B

Inhibidors de la transcriptasa anàlegs dels nucleòtids
- Tenofovir (TDF) (Viread), anàleg de l'adenosina

### Inhibidors de la transcriptasa no nucleòsids
Aquests inhibidors (ITINN) inhibeixen la transcriptasa inversa mitjançant la unió a un lloc al·lostèric de l'enzim.
Fàrmacs comercialitzats al mercat espanyol.
- Nevirapina (NVP) (EFG, Viramune)
- Efavirenz (EFV) (EFG)
- Etravirina (Intelence)
- Rilpivirina (Edurant, Rekambys)
- Doravirina (Pifeltro)